# Lycée français de Séoul
Pour les articles homonymes, voir LFS.
 (mars 2021).
Si vous disposez d'ouvrages ou d'articles de référence ou si vous connaissez des sites web de qualité traitant du thème abordé ici, merci de compléter l'article en donnant les références utiles à sa vérifiabilité et en les liant à la section « Notes et références ».
Le lycée français de Séoul (LFS, coréen : 서울프랑스학교) est un lycée français dans Seorae Village, le quartier français de Séoul. Le LFS accueille près de 560 élèves, de la petite section de maternelle à la terminale. Il relève du réseau de l'Agence pour l'enseignement français à l'étranger (AEFE).
Le Lycée Français de Séoul (LFS) est enregistré par les régulations coréennes comme "Foreign School" et accepte tous les élèves quelles que soient leur nationalité. Les inscriptions sont ouvertes tout au long de l'année.
Le personnel du LFS est composé d'environ 85 personnes.

## Locaux
Le LFS possède deux toits, un pour les élèves du collège et du lycée sous la forme d’un terrain de handball/basketball donc dédié aux cours de sport, et un autre pour les élèves du primaire. Il y a aussi trois cours, une pour les élèves de la maternelle et deux partagées entre les élèves du primaire, du collège et du lycée.
Enfin, l’école dispose d’un gymnase avec un écran de cinéma qu’elle utilise pour les performances et spectacles des élèves, et la cafétéria est partagée avec tous les élèves de l'école.

## Histoire
Fondée en 1974 à Itaewon-dong, occupant successivement différentes maisons individuelles, l’École française de Séoul est enregistrée au Centre d’éducation de Séoul (S.M.O.E. – Seoul Metropolitan Office of Education) depuis 2001.
Elle a été construite par l’Association des parents d’élèves (A.P.E.) sur l’emplacement actuel de Banpo 4-dong à Seocho-gu en 1981, une extension accueillant actuellement les classes de l’élémentaire a été érigée en 1986 et un dernier bâtiment a été construit en 1998, après l’achat d’un terrain adjacent par l’A.P.E.
Ce bâtiment abrite aujourd’hui les bureaux administratifs ainsi que le CDI et les salles de classe dévolues au secondaire (collège et lycée). Sur le toit de ce bâtiment a été construit un terrain de sport.
L’École française de Séoul devient le lycée français de Séoul lors de l’assemblée générale du 27 septembre 2012.
Dans une perspective d'extension, c’est le projet de Seorae-maeul et d'acquisition de la parcelle mitoyenne de Deoksan, porté par l’APE, qui a été retenu en 2016 à une très large majorité. Il permet à l’établissement de conserver son implantation à Seorae-maeul (datant de 1981), considéré comme le « village français » de Séoul.
En 2018, le projet d’une 2e d’extension et de rénovation voit le jour. Avril 2017 sera marqué par le début des travaux, avec une « cérémonie de commencement des travaux de construction », et ce jusqu’en août 2018. Parallèlement, juillet 2018 à janvier 2019, d’importants travaux de rénovations des bâtiments plus anciens.
S’ensuivra, le 19 avril 2019, la « cérémonie d’inauguration », qui marque l’achèvement de ces projets.
En 2024, l'école fête ses 50 ans et continue les divers travaux de rénovation. Le terrain de Kaewhasan a été rénové et l'école dévoile un nouveau mur d'escalade.

## Missions de l’école
Le lycée français de Séoul, comme les autres établissements  du réseau AEFE, a pour missions principales :
- d’assurer la continuité du service public d’éducation française au bénéfice des familles françaises résidant à l’étranger ;
- de contribuer, par la scolarisation d’élèves étrangers, au rayonnement de la langue et de la culture françaises ;
- de participer à la coopération éducative en entretenant des relations privilégiées avec la culture, la langue et les établissements des pays d’accueil.

## Communauté
Le lycée accueille une vingtaine de nationalités différentes représentant un effectif total de 559 élèves en mars 2025. Les effectifs étaient de 457 en mars 2015 et 338 élèves en octobre 2005. Le lycée dispense un enseignement direct de la classe de petite section à la classe de terminale. La répartition par nationalité pour l’année scolaire 2024-2025 est d'environ 60 % de Français, 20 % de Coréens  et 20 % de nationalités tierces.

## Accès
La station de métro la plus proche de l’école est Express Bus Terminal ou Sinbanpo. La ligne de bus 13 (bus verts) dessert un arrêt juste en face du LFS depuis Express Bus Terminal. Il n’existe actuellement qu’une seule ligne de ramassage scolaire reliant l’ambassade au lycée, en passant par Itaewon, Yongsan et Hannam Dong.